# Campeonato Escandinavo de Turismos
El Campeonato Escandinavo de Turismos es un campeonato de automovilismo que se disputa en la región de Escandinavia, entre los países de Suecia, Dinamarca y Noruega.
La categoría surgió de la fusión a partir del año 2011 de los campeonatos sueco y danés de turismos. Tales especialidades, fueron a su vez fundados en diferentes fechas, siendo el campeonato sueco fundado en 1996 y el danés en 1999. Inicialmente, este campeonato presentó un formato de competiciones con reglamento técnico similar al del Campeonato Mundial de Turismos, es decir, implementando modelos de producción equipados con impulsores Super 2000.
A partir del año 2012, se crearía el campeonato sueco TTA – Racing Elite League, el cual adoptaría un reglamento técnico por el cual se homologaría un parque automotor desarrollado a partir de un chasis y conjunto motor únicos, cubierto por un carrozado que imita las siluetas de automóviles de alta gama, a la vez que se disputó el STCC con el reglamento tradicional. Fredrik Ekblom ganó el título de dicho certamen. Finalmente, a partir de 2013, el STCC unificaría sus acciones con la TTA, reformulando el parque automotor del Campeonato Escandinavo y pasando este a competir únicamente con el reglamento técnico del TTA League.
En 2017, el campeonato adopto el conjunto de reglas de TCR, más económicas y de gran auge internacional. Antes de la temporada 2019, el promotor del STCC se declaró en bancarrota, por lo que fue necesaria la creación de un nuevo organismo, que incluía a la Federación Sueca de Automovilismo y a los propietarios de los circuitos, para que el campeonato siga en pie.
Para 2023, los organizadores anunciaron que el STCC se convertiría en el primer campeonato nacional de turismos en pasar a la propulsión eléctrica. Finalmente, debido a retrasos en la fabricación de los coches, la temporada 2023 no se disputó.

## Historia previa

### Campeonato Sueco de Turismos
En 1996, fue presentado por primera vez el Campeonato Sueco de Turismos, un campeonato de turismos que organizaba competiciones de automovilismo en los países de Suecia y Noruega. A pesar de la doble nacionalidad de esta categoría, el hecho de que el campeonato fuese reconocido como "sueco" se debía a que sus cuarteles generales se encontraban en Suecia. Esta categoría iniciaría sus actividades inspirándose en el Campeonato Británico de Turismos, del cual adoptaba su reglamento técnico, permitiendo la homologación de Superturismos. Este reglamento estuvo vigente hasta el año 2002, homologando para la temporada siguiente el uso de automóviles Super 2000. 
Por otra parte, en cuanto a lo deportivo, esta categoría implementaría un sistema de competencias por el cual se desarrollarían dos carreras por fin de semana: Una carrera corta de carácter clasificatorio y una carrera final de larga duración. Ambas competencias, tendrían el mismo escalafón de puntos. Este sistema se implementaría hasta el año 2004, siendo presentado en 2005 un sistema de dos competiciones cortas de carácter clasificatorio y una competencia final de larga duración. Este sistema finalmente sería reemplazado al año siguiente por una única competencia final de 40 minutos de duración, presentando un sistema de partida en movimiento, con un sistema de paradas obligatorias en boxes para el recambio de al menos dos neumáticos. Si bien este sistema sería mantenido hasta la última temporada de la categoría, a partir de la temporada 2009 se agregaría una competencia más, desarrollándose dos carreras por fecha.
El Campeonato Sueco de Turismos desarrolló un total de 14 ediciones, desde el año 1996 a 2010. En esta última edición la categoría comenzaría a vincularse con su par danesa, poniendo en juego la Copa Escandinava de Turismos, la cual finalmente sería ganada por el piloto sueco Robert Dahlgren, al comando de un Volvo C30, siendo este el primer antecedente al futuro Campeonato Escandinavo de Turismos. Por su parte, el sueco Richard Göransson, al comando de un BMW 320Si se proclamaría como el último campeón del Campeonato Sueco de Turismos.

### Campeonato Danés de Turismos
El Campeonato Danés de Turismos fue un campeonato de automovilismo fundada en el año 1999 y a diferencia del Campeonato Sueco, este solamente se circunscribía al territorio del Reino de Dinamarca. Este torneo fue presentado en esta temporada, luego de la presentación exitosa que en 1998 tuviera el Campeonato Británico de Turismos en Dinamarca, lo que serviría de inspiración para la creación del primer campeonato danés de turismos, el cual nació bajo el nombre del Desafío Danés de Turismos. A lo largo de sus 11 temporadas (desde 1999 y 2010), el Campeonato Danés mantendría el mismo reglamento técnico desde su inauguración, homologando el uso de automóviles Super 2000. Asimismo, tras su primer campeonato en el que se mezclarían pilotos profesionales con amateurs, el nivel de cada torneo iría en franco ascenso, más allá de contar inclusive en sus filas con las presencias de pilotos como Kurt Thiim, Jan Magnussen y Jason Watt. En el año 2010 el DTC desarrollaría su última temporada, siendo consagrado como campeón el piloto danés Casper Elgaard, al comando de un BMW 320si. En esta última temporada, el DTC comenzaría a tener un acercamiento con su par sueca STCC, finalizando en la fusión de ambas categorías al finalizar la temporada, para dar paso al Campeonato Escandinavo de Turismos. 
Durante sus 11 años de vida, el DTC organizaría cuatro tipos de torneos en cada temporada: 
- El Campeonato General, habilitado para todos los competidores inscriptos y que participasen con unidades homologadas por reglamento técnico
- La Copa DTC, creada con el fin de animar a aquellos competidores con esfuerzos particulares que no recibían apoyos oficiales.
- El Team Cup, campeonato de equipos oficiales o no, en el cual cada equipo solamente podía participar presentando dos autos por equipo, o bien, en el caso de tener más de un competidor, solamente habilitar a dos de ellos para la puntuación
- Y el Invitation Only, trofeo creado a partir del año 2009, por el cual serían invitados pilotos que compitan con cualquier clase de automóvil, sea este enmarcado o no en el reglamento de DTC, aunque no computaba sus puntos para el campeonato general.

## Circuitos

### Ejemplos
| - Anderstorp - Falkenberg - Karlskoga - Knutstorp - Mantorp Park - Skövde - Solvalla | - Gotemburgo - Sturup - Östersund - Tierp - Círculo Ártico - Vålerbanen - Jyllandsringen |

## Pilotos campeones

### Antecedentes
| Año                          | Campeón                      | Automóvil                    | Equipo                       |
| Campeonato Sueco de Turismos | Campeonato Sueco de Turismos | Campeonato Sueco de Turismos | Campeonato Sueco de Turismos |
| ---------------------------- | ---------------------------- | ---------------------------- | ---------------------------- |
| 1996                         | Jan Nilsson                  | Volvo 850 GLT                | Flash Engineering            |
| 1997                         | Jan Nilsson                  | Volvo 850 GLT                | Flash Engineering            |
| 1998                         | Fredrik Ekblom               | BMW 320i                     | BMW Dealer Team              |
| 1999                         | Mattias Ekström              | Audi A4 Quattro              | Kristoffersson Motorsport    |
| 2000                         | Tommy Rustad                 | Nissan Primera Mk3 GT        | Crawford Nissan Racing       |
| 2001                         | Roberto Colciago             | Audi A4 Quattro              | Kristoffersson Motorsport    |
| 2002                         | Roberto Colciago             | Audi A4 Quattro              | Kristoffersson Motorsport    |
| 2003                         | Fredrik Ekblom               | Audi A4 B6/7                 | Kristoffersson Motorsport    |
| 2004                         | Richard Göransson            | BMW 320i                     | WestCoast Racing             |
| 2005                         | Richard Göransson            | BMW 320i                     | WestCoast Racing             |
| 2006                         | Thed Björk                   | Audi A4                      | Kristoffersson Motorsport    |
| 2007                         | Fredrik Ekblom               | BMW 320si E90                | WestCoast Racing             |
| 2008                         | Richard Göransson            | BMW 320si E90                | Flash Engineering            |
| 2009                         | Tommy Rustad                 | Volvo C30                    | Polestar Racing              |
| 2010                         | Richard Göransson            | BMW 320si                    | WestCoast Racing             |
| Campeonato Danés de Turismos |                              |                              |                              |
| 1999                         | Jesper Sylvest               | Peugeot 306 GTI              | Sylvest Motorsport           |
| 2000                         | Michael Carlsen              | Peugeot 306 GTI              | Peugeot Sport Team Carlsen   |
| 2001                         | Michael Carlsen              | Peugeot 306 GTI              | Peugeot Sport Team Carlsen   |
| 2002                         | Jason Watt                   | Peugeot 307 xsi              | Peugeot Statoil Motorsport   |
| 2003                         | Jan Magnussen                | Peugeot 307 xsi              | Peugeot Statoil Motorsport   |
| 2004                         | Casper Elgaard               | BMW 320i E46                 | Team Essex Invest            |
| 2005                         | Casper Elgaard               | BMW 320i E46                 | Team Essex Invest            |
| 2006                         | Casper Elgaard               | BMW 320i E90                 | Team Essex                   |
| 2007                         | Michel Nykjær                | Seat León                    | SEAT Racing Team             |
| 2008                         | Jan Magnussen                | BMW 320i E90                 | Den blå Avis                 |
| 2009                         | Michel Nykjær                | Chevrolet Lacetti            | Chevrolet Motorsport Danmark |
| 2010                         | Casper Elgaard               | BMW 320i E90                 | Team Telesikring             |
| Copa Escandinava de Turismos |                              |                              |                              |
| 2010                         | Robert Dahlgren              | Volvo C30                    | Polestar Racing              |

### Campeonato Escandinavo de Turismos
| Año                                         | Campeón                            | Automóvil                          | Equipo                             | Ref.                               |
| Campeonato Escandinavo de Turismos          | Campeonato Escandinavo de Turismos | Campeonato Escandinavo de Turismos | Campeonato Escandinavo de Turismos | Campeonato Escandinavo de Turismos |
| ------------------------------------------- | ---------------------------------- | ---------------------------------- | ---------------------------------- | ---------------------------------- |
| 2011                                        | Rickard Rydell                     | Chevrolet Cruze                    | Chevrolet Motorsport Sweden        |                                    |
| 2012                                        | Johan Kristoffersson               | Volkswagen Scirocco                | Volkswagen Team Biogas             |                                    |
| 2013                                        | Thed Björk                         | Volvo S60 TTA                      | Volvo Polestar Racing              |                                    |
| 2014                                        | Thed Björk                         | Volvo S60 TTA                      | Volvo Polestar Racing              |                                    |
| 2015                                        | Thed Björk                         | Volvo S60 TTA                      | Volvo Cyan Racing                  |                                    |
| 2016                                        | Richard Göransson                  | Volvo S60 TTA                      | Polestar Cyan Racing               |                                    |
| Campeonato Escandinavo de Turismos TCR      |                                    |                                    |                                    |                                    |
| 2017                                        | Robert Dahlgren                    | SEAT León TCR                      | Volkswagen Dealer Team Sweden      |                                    |
| 2018                                        | Johan Kristoffersson               | Volkswagen Golf GTI TCR            | SEAT Dealer Team                   |                                    |
| 2019                                        | Robert Dahlgren                    | CUPRA León TCR                     | SEAT Dealer Team Sweden            | [ 6 ]                              |
| Campeonato Escandinavo de Turismos STCC TCR |                                    |                                    |                                    |                                    |
| 2020                                        | Robert Huff                        | Volkswagen Golf GTI TCR            | Lestrup Racing Team                | [ 7 ]                              |
| 2021                                        | Robert Dahlgren                    | Cupra León Competición TCR         | Cupra Dealer Team – PWR Racing     | [ 8 ]                              |
| 2022                                        | Robert Dahlgren                    | Cupra León Competición TCR         | Cupra Dealer Team – PWR Racing     | [ 9 ]                              |
| Campeonato Escandinavo de Turismos STCC     |                                    |                                    |                                    |                                    |
| 2023                                        | No se disputó                      | No se disputó                      | No se disputó                      | No se disputó                      |
| 2024                                        | Mikael Karlsson                    | Tesla Model 3 ETCR                 | Brink Motorsport                   | [ 10 ]                             |